# 내털리 드라이퍼스
내털리 드라이퍼스(영어: Natalie Dreyfuss, 1987년 2월 25일 ~ )는 미국의 배우이다.
배우 리처드 드라이퍼스의 조카이다.

## 영화
- 스매쉬드 (2012년) - 앰버 역
- 익시젼 (2012년) - 에비게일 역
- 글로리 데이즈(영어판) (2010년) - 줄리 역
- 차일드레스 (2008년)
- 내니 익스프레스 (2008년)
- 커넥티드 (2007년)
- 내셔널 트레져: 비밀의 책 (2007년)